# Капризная принцесса
«Капризная принцесса» — советский рисованный мультипликационный фильм, созданный режиссёрами сёстрами Валентиной и Зинаидой Брумберг  
по мотивам сказки братьев Гримм «Король Дроздобород».

## Сюжет
Капризная принцесса насмехается над приглашёнными отцом женихами, позволяя своему шуту обидно их высмеивать. Рассерженный поведением дочери, король приказывает выдать её замуж за первого же нищего, который появится у ворот замка. Волею случая «нищим» оказывается один из отвергнутых капризницей рыцарей — принц, который преподаёт принцессе урок, изменивший её отношение к жизни.

## Съёмочная группа
- Сценарий — Михаил Вольпин
- Режиссёры — Валентина Брумберг, Зинаида Брумберг
- Художники-постановщики — Лана Азарх, Валентин Лалаянц
- Композитор — Александр Варламов
- Оператор — Борис Котов
- Звукооператор — Георгий Мартынюк
- Редактор — Зинаида Павлова
- Монтаж — Елены Тертычной
- Ассистенты: Татьяна Фёдорова, М. Сухоцкая
- Художники: Игорь Подгорский, Фаина Епифанова, Владимир Арбеков, Елена Вершинина, Борис Бутаков, Татьяна Померанцева, Елизавета Комова, Эльвира Маслова, Аркадий Шер, Сергей Маракасов, Лидия Модель
- Роли озвучивали:
  - Нина Гуляева — Принцесса
  - Алексей Консовский — Рыцарь / стражник
  - Анатолий Папанов — Король / толстый жених
  - Мария Миронова — Королева
  - Андрей Миронов — шут Карлуша
  - Рина Зелёная — Старушка
  - Евгений Весник — Главарь нищих
  - Юлиан Козловский — от автора
- Директор картины — Фёдор Иванов

## Технические данные
- Цветной, звуковой